# Gustavianska arvegodsen
Gustavianska arvegodsen kallades den enskilda fasta egendom som Gustav Vasa efterlämnade vid sin död 1560.
Den utgjorde då 5 227 hemman, av vilka 2 147 1/2 genom reduktionen vunnits från kyrkan och återstoden erhållits genom arvskiften, köp, byten, sakfall vid begångna brott, gåvor och så vidare. Av dessa gårdar var endast ett 90-tal arv från fadern, Erik Johansson. 
Erik XIV lät emellertid vid sitt regeringstillträde rannsaka, om alla dessa gods verkligen borde vara "Kungl. M:ts arv och eget", eller om inte en del av dem rätteligen tillhörde kronan eller adliga släkter och då därvid befanns, att under arv och eget lagts en mängd från kyrkan indragna gods, som i stället ansågs böra vara kronans, vidare förbrutna gods, skattegods, som enligt lagen ej fick läggas under frälse och dylikt, överflyttades dessa till kronogods och undantogs sålunda från arvskiftet mellan Erik och hans bröder. 
Likaledes tilläts adeln att inför Konungens nämnd återbörda ett antal arv och egna gods (över 300), vilkas åtkomst av Gustav Vasa ansågs oberättigad. Arvegodsen skall i följd härav 1566 nedgått till omkring 2 700 hemman. 
Vid arvskiftet 1572 mellan Johan III och hans bröder tillämpade den förre samma metod, så att omkring hälften av godsen (enligt en uppgift 2 567, enligt en annan 2 207), såsom dåmera kronogods inte kom med i arvskiftet. 
Frågan om arvegodsen blev ett ständigt tvisteämne mellan Johan III och hertig Karl, som dock länge synes ha saknat tillgång till arvegodsregistren och alltså inte hade full kännedom om deras ursprungliga omfattning. Då han emellertid efter Johan III:s död fått handlingarna i sina händer, lät han från och med år 1596 belägga med kvarstad de vid arvskiftet 1572 uteslutna godsen och indrog åter till arv och eget över 2 000 sådana hemman, däribland även en hel del sådana, som av Erik XIV och Johan III såsom kronohemman bortskänkts till adeln, något, som i hög grad måste ha bidragit till slitningarna mellan honom och adeln, till vilken över 500 sådana hemman efter hand bortgivits. 
Arvskiftet med hertig Johan av Östergötland 1609 och framöver kom alltså att omfatta så väl de "gamla" som de "nya", det vill säga de återuppförda, arvegodsen. I samband med det nya arvskifte, som ägde rum efter hertig Johans av Östergötland död, bestämdes 1620, att arvegodsen inte vidare skulle skötas av särskilda fogdar, utan ingå under den vanliga fogdeförvaltningen. 
Efter hertig Karl Filips död återförenades de alla i Gustav II Adolfs hand och användes av honom i stor utsträckning till donationer, bland vilka donationen till Uppsala universitet den 31 augusti 1624, omfattande 271 hela, 1 3/4, 76 halva och 30 fjärdedelshemman, därutöver 2 kvarnar, en såg, 9 torp och 24 utjordar är den mest bekanta.
Sedan Vasaätten dött ut upphörde all reell skillnad mellan arvegods och kronohemman, och från och med jordeboken 1696 förflyttades alla de förra godsen till beteckningen kronogods.